# Noein
Noein - To Your Other Self (ノエイン もうひとりの君へ , Noein - Mou Hitori no Kimi e) is een Japanse anime. De serie telt 24 afleveringen. Het draait om de 12-jarige Haruka en haar vriendengroep die betrokken raken in de oorlog tussen twee tijdsdimensies.

## Verhaal
Vijftien jaar in de toekomst, door middel van grote wetenschappelijke kennis is er een oorlog tussen twee tijddimensies: La'cryma, dat de menselijkheid beschermt en Shangri'la, dat alle dimensies wil samenvoegen. Om Shanri'la's invasie te stoppen is een mysterieus object nodig dat bekendstaat als de "Dragon's Torque". Een groep die bekendstaat als de Dragon Cavalry zoekt door de verschillende dimensies naar deze Dragon's Torque.
In het heden besluiten de 12-jarige Haruka en haar vriend Yuu om van huis weg te lopen als ze een lid, Karasu, van de Dragon Cavalry tegenkomen. Hij gelooft dat Haruka de Dragon's Torque heeft en zegt dat hij de Yuu van vijftien jaar later in de toekomst is.

## Theorieën
Noein maakt gebruik van het concept van tijd als een dimensie die invloed heeft op andere tijdsdimensies. Haruka’s Dragon Torque neemt de vorm aan van een ouroboros. Ook gebruikt Noein veel theorieën van de Kwantummechanica. Het gebruikt de Vele Werelden Theorie van Hugh Everett, waarbij de wereld zich vertakt in oneindig veel dimensies.
Noein bevat ook de Kopenhaagse interpretatie, Haruka heeft de macht van de waarnemer waardoor ze een gebeurtenis te bepalen door ernaar te kijken. Doordat zij het ziet is het de werkelijkheid geworden. In aan aflevering legt Uchida uit aan haar bodyguard Kooryama wat de Schrödingers kat is.

## Karakters

### Hakodate (heden)
- Haruka Kaminogi was een normale scholier voordat ze meedeed aan het uitstapje waar ze geesten gingen zoeken. Daar ontmoette ze Karasu voor de eerste keer, althans dat dacht ze. Ze werd zich voor het eerst bewust van haar krachten als Dragon Torque als ze toekijkt bij het gevecht tussen Atori en Karasu. Ze is het slachtoffer van verschillende pogingen van de Dragon Cavalry om haar te gebruiken om La'cryma te beschermen tegen Noein en Shangri'la.
- Asuka Kaminogi is Haruka's moeder. Ze is vaak helemaal van de wereld en heeft geen idee wat er allemaal gebeurt. Aan het eind van de serie merkt ze niet op dat haar dochter is verdwenen totdat haar huis verdwijnt. Ze was eens beste vrienden met de moeder van Yuu, Miyuki, maar hun vriendschap verwaterde na de dood van Yuu's grootmoeder. Nadat Haruka en Miyaki het verleden bezochten, werd de vriendschap weer hechter.
- Takuya Mayuzumi is Haruka's vader. Hij is een prominente wetenschapper, gespecialiseerd in kwantummechanica en is een van de oprichters van het Magic Circle Project, dat tot doel heeft de controle over dimensies te hebben. Hij is gescheiden van Asuka, maar heeft een hechte band met Haruka. Als hij erachter komt welk gevaar het Magic Circle Project met zich meebrengt, voegt hij zich bij Ryouko en Kyouji om de start te voorkomen.
- Yuu Gotou is Haruka's klasgenoot. Hij is, anders dan de anderen, door zijn moeder gedwongen om bijles te volgen om een toelatingsexamen te halen. In het begin van de serie is hij psychisch zwak en geïsoleerd, later krijgt hij gevoelens voor Haruka en is bereid om alles voor haar te doen.
- Miyuki Gotou is Yuu's moeder. In het begin van de serie is ze erg streng voor Yuu als het om school gaat. Later blijkt dat ze wil dat Yuu net zoals haar overleden zus wordt. Die was erg succesvol. Ze drijft Yuu tot het uiterste, zodat hij wil weglopen samen met Haruka. Ze komt Yuu zoeken bij het huis van Haruka en daar gaat ze met Haruka door middel van de Dragon Torque terug naar het verleden en stelt haar beeld van haar moeder bij. Ze dacht dat die nooit van haar had gehouden. Hierna veranderen haar opvattingen over Yuu en het toelatingsexamen; hij hoeft het niet te doen als hij dat niet wil.
- Ai Hasebe is een klasgenoot van Haruka. Ze is een goede voetbalster en is heimelijk verliefd op Isami. In toekomstige dimensies is een bekend voetbalster en raakt ze ernstig geblesseerd aan haar voet, zodat die geamputeerd moet worden. Hierdoor wordt ze depressief en pleegt ze bijna zelfmoord door van het dak van het ziekenhuis te springen. Ze wordt gered door Isaki.
- Isami Fujiwara is Haruka's klasgenoot. Hij woont met zijn broer en grootmoeder, zijn ouders zijn overleden. Hij doet zich stoer voor maar is een stuk banger uitgevallen. Yuu en Isami zijn beste vrienden. In een toekomstige dimensie wordt Isami een delinquent en als hij met een andere bende vecht verliest hij een oog. Met niets om te leven wilde hij degene vermoorden aan wie hij zijn oog heeft verloren, totdat de huidige Yuu in de dimensie komt om hem te vertellen dat hij de enige is die Ai kan redden.In de dimensie van Karasu is hij een Dragon Knight en het hij Fukurou. Hij helpt Karasu om Haruka te beschermen en vlak daarna wordt hij vermoord door Noein.
- Miho Mukai is een klasgenoot van Haruka. Alhoewel ze gelooft in aliens, geesten en meer paranormale zaken, heeft ze verrassend genoeg vaak gelijk met haar theorieën over aliens. Ze ontwikkelt een vriendschap met Atori als hij zijn geheugen verliest. Hij denkt dat ze zijn zus is. In toekomstige dimensies is Miho terneergeslagen omdat ze geen vrienden heeft; iedereen haat haar omdat ze rijk is. Na twee weken opgesloten in haar kamer te hebben gezeten ontwikkelt ze een soort psychose en herkent haar eigen moeder niet. Ze wordt gered door Atori.
- Ryouko Uchida is een kwantummechanisch onderzoeker voor het Magic Circle Project. Haar onderzoek is veel snel verdwijnende signalen achtervolgen. Het werpt weinig vruchten af totdat ze de Dragon Cavalry ontmoet. Daar ontdekt ze dat het Magic Circle Project, als het succesvol gestart is, al het bestaande zou opslokken. Ze is vastbesloten om het te stoppen, koste wat het kost.
- Kyouji Kooriyama is Ryouko's collega, hij is meestal haar chauffeur. Begrijpt helemaal niets van haar werk en vraagt daarom om simpele verklaringen, maar blijft tot het einde bij haar.

### La'Cryma
- Karasu is Yuu in deze toekomstige dimensie. Hij is een Dragon Knigt met de missie om de Dragon Torque te vinden. In La'Cryma is het hem niet gelukt om Haruka te redden van de dood, en Haruka wil hij beschermen voor alles en iedereen zodat hij haar niet nog een keer ziet sterven.
- Fukurou is Isami in deze dimensie. Ook hij is een Dragon Knight. Als beste vriend van Karasu mislukte zijn missie om Karasu te doden. Hij werd gedood door Noein nadat Haraku zag dat Karasu Fukurou zou doden.
- Atori is een andere Dragon Knight. Hij is tegen alle andere Dragon Knights. Hij is erg loyaal en wil hetzelfde doel bereiken met andere methodes. Nadat hij de Dragon Knights heeft verraden om de Dragon Torque te vernietigen, heeft hij besloten om in de dimensie van het heden te blijven. Door geheugenverlies lijkt hij heel aardig en behulpzaam. Hij denkt dat Miho zijn kleine zusje, Sara, is. Samen met haar ontwikkelt hij een vriendschap die zijn persoonlijkheid verandert. Hierna vecht hij ook om de vrienden van Haruka te beschermen, zelfs wanneer zijn geheugen weer terugkomt.
- Kosagi is een Dragon Knight waarbij haar liefde voor Karasu verandert in haat door het verraad van Karasu. Ook heeft ze een hekel aan Haruka omdat ze Karasu tegen haar heeft gekeerd.
- Tobi is een Dragon Knight die de technische kant van de dimensies onder de knie heeft. Alhoewel ze niet goed kan vechten is ze wel waardevol voor het team. Zij is een van de Dragon Knights die La'Cryma heeft verlaten om samen met Atori te vechten.
- Isuka is een Dragon Knight die samen met Atori en Tobi La'Cryma heeft verlaten. Nadat hij in het heden is was hij gelukkig als hij in een vredige dimensie zou verdwijnen. Doordat hij Haruka moest doden op bevel van Atori, hierdoor is hij zelf vermoord door Karasu die Haruka beschermt.
- Kuina is een Dragon Knight die verliefd is geworden op Kosagi, maar de liefde was niet wederzijds. Uiteindelijk is zijn lichaam uit elkaar gevallen door zijn obsessie met Shangri'la. Hij is de leider van de Dragon Knights.
- Amamiku is de Ai in de dimensie La'Cryma. Ze werkt als een dokter bij de Dragon Cavalry.
- Lily Lily is Miho's dochter. Ze helpt Haruka om de weg te vinden naar de oppervlakte. Omdat Miho blind is fungeert Lily als haar zicht.

### Shangri'la
- Noein is Yuu in deze dimensie. Na het overlijden van zijn vrienden te hebben meegemaakt door een auto-ongeluk, kan hij die pijn niet aan. Hij gaat op zoek in andere dimensies en ziet dat in elke dimensie Haruka overlijdt en dat Yuu haar telkens niet kan redden. Daardoor besluit hij alle dimensies samen te voegen om zo de pijn en het verdriet tegen te houden. Karasu en Yuu realiseren zich dat Noein niet zoals hen is als blijkt dat Noein alles van Haruka en hun verleden heeft vergeten. Uiteindelijk ontkende Yuu en Karasu het bestaan van Noein en hierdoor hield hij op met bestaan.
- Andere inwoners wilden een vredig bestaan zonder lijden. Ze verwierpen hun lichamen en leefde als zielen verder.

### Overig
- Tijdsreiziger verschijnt slechts aan Haruka als oude man met een brede hoed die het grootste deel van zijn gezicht bedekt. Hij geeft cryptisch advies en ook waarschuwingen aan Haruka. Aan het einde van de serie transformeert hij in de Ouroboros.

## Afleveringen
| Nummer | Titel                                                                      | Originele uitzending | Engelse uitzending |
| 1      | "Blue Snow" "Aoi Yuki" (アオイユキ) "Blauwe Sneeuw"                        | 12 oktober 2005      | 18 juni 2007       |
| 2      | "Runaway" "Iede" (イエデ) "Weglopen"                                       | 19 oktober 2005      | 25 juni 2007       |
| 3      | "Hunted" "Owarete..." (オワレテ...) "Opgejaagd"                            | 26 oktober 2005      | 2 juli 2007        |
| 4      | "Friends" "Tomodachi" (トモダチ) "Vrienden"                                | 2 november 2005      | 9 juli 2007        |
| 5      | "And Then..." "Sorekara..." (ソレカラ...) "En dan..."                      | 9 november 2005      | 16 juli 2007       |
| 6      | "Dimension of Tears" "Namida no Jikū" (ナミダノジクウ) "Tranendimensie"    | 16 november 2005     | 23 juli 2007       |
| 7      | "Precious Person" "Taisetsu na Hito" (タイセツナヒト) "Belangrijk Persoon" | 23 november 2005     | 6 augustus 2007    |
| 8      | "Secrets" "Kakushigoto" (カクシゴト) "Geheimen"                            | 30 november 2004     | 13 augustus 2007   |
| 9      | "Beyond Time" "Toki o Koete" (トキヲコエテ) "Voorbij de Tijd"              | 7 december 2005      | 20 augustus 2007   |
| 10     | "A Stormy Night" "Arashi no Yoru" (アラシノヨル) "Een Stormachtige Nacht"  | 14 december 2005     | 27 augustus 2007   |
| 11     | "Out of Sync" "Surechigai" (スレチガイ) "Niet Meer Synchroom"              | 21 december 2005     | 3 september 2007   |
| 12     | "Battle" "Tatakai" (タタカイ) "Gevecht"                                    | 28 december 2005     | 17 september 2007  |
| 13     | "Wish" "Negai" (ネガイ) "Wens"                                             | 11 januari 2006      | 24 september 2007  |
| 14     | "Memories" "Kioku" (キオク) "Geheugen"                                     | 18 januari 2006      | 2 oktober 2007     |
| 15     | "Shangri'la" "Shanguri-ra" (シャングリラ) "Shangri-La"                     | 25 januari 2006      | 2 oktober 2007     |
| 16     | "Repeat" "Kurikaeshi" (クリカエシ) "Herhaling"                             | 1 februari 2006      | 8 oktober 2007     |
| 17     | "Dilemma" "Mayoi" (マヨイ) "Dilemma"                                       | 11 februari 2006     | 8 oktober 2007     |
| 18     | "Nightmare" "Warui Yume" (ワルイユメ) "Nachtmerrie"                        | 15 februari 2006     | 15 oktober 2007    |
| 19     | "Reminiscence" "Omoide" (オモイデ) "Herinnering"                           | 22 februari 2006     | 15 oktober 2007    |
| 20     | "Once More" "Mō Ichido..." (モウイチド...) "Nog eenmaal"                   | 1 maart 2006         | 22 oktober 2007    |
| 21     | "Illusion" "Maboroshi" (マボロシ) "Illusie"                                | 8 maart 2005         | 22 oktober 2007    |
| 22     | "To The Future" "Mirai e..." (ミライヘ...) "Naar De Toekomst"              | 15 maart 2006        | 12 november 2007   |
| 23     | The End "Owari" (オワリ) "Het Einde"                                       | 22 maart 2006        | 12 november 2007   |
| 24     | "The Beginning" "Hajimari" (ハジマリ) "Het Begin"                          | 29 maart 2006        | 19 november 2007   |

## Muziek
De muziek is van Hikaru Nanase.
Openingslied:
- Idea van eufonius

Eindlied:
- Yoake no Ashioto van solua

## Trivia
- De namen van de Dragon Knights zijn afgeleid van vogelnamen:
  - Karasu betekent Kraai.
  - Fukurou betekent Uil.
  - Atori betekent Vink.
  - Kosagi betekent Reiger.
  - Tobi betekent Pinguïn.
  - Isuka betekent Kruisbek.
  - Kuina betekent Rallen.
- De naam La'Cryma komt van het Latijnse woord lacrima, dat traan betekent.

De naam Shangri-La verwijst naar de naam voor het aardse paradijs uit het boek Lost Horizon, een roman van James Hilton die in verfilmd werd in 1937. Een tweede verfilming in 1973 was een minder groot succes.